# The Blue Elephant
The Blue Elephant (en hebreo הפיל הכחול) es una banda de rock israelí de Ascalón, fundada en 2005.

## Carrera musical
En 2005, Liron Atia sufrió una parálisis en la mitad inferior de su cuerpo tras un grave accidente de snowboard. Durante su hospitalización, sus amigos lo visitaron y comenzaron a componer canciones y cantar juntos con acompañamiento de guitarra. Tras su recuperación, los músicos decidieron formar una banda. Durante su rehabilitación, Atia tuvo que tomar regularmente una pastilla azul, que con el tiempo inspiró el nombre de la banda. El término inglés "blue pill" (píldora azul) es un juego de palabras: la palabra inglesa "pill" (píldora) suena exactamente igual que la palabra hebrea פִּיל (pronunciada "pil"), que significa elefante.
Casi al mismo tiempo, Daniel Barkat, primo de Atia de Ma'alot Tarshiha, en el norte de Israel, se unió a la banda como vocalista. En 2006, la banda se presentó por primera vez en Ascalón con el sello independiente Kolya Records y comenzó a grabar su álbum debut. Itay Sahar se convirtió en productor y arreglista, contribuyendo al desarrollo del sonido rock de la banda. Al mismo tiempo, la banda continuó tocando en Ascalón y por todo Israel.
En 2009, la banda lanzó tres sencillos. Sin embargo, los dos primeros tuvieron poca difusión en la radio. En mayo de 2009, su álbum debut, Above the Water, fue lanzado por el sello Hashimi. El tercer sencillo, Yasmin ( en hebreo) יסמין), se mantuvo en las listas de éxitos del programa de radio Galgalatz durante 13 semanas. El canal de noticias Channel 2 emitió un reportaje sobre la banda.En septiembre de 2009, la banda obtuvo el tercer puesto en la categoría "Banda del Año" en la lista anual de Galgalatz 2009 y también fue elegida Banda del Año por las radios locales "Kol Negev" y "Kol Netanya".
En febrero de 2012, la banda lanzó su segundo álbum y otro sencillo en agosto de 2015. En noviembre de 2017, la banda comenzó el proyecto Headstart.En marzo de 2018, la banda lanzó el tercer álbum y posteriormente lo publicó en YouTube.En 2021, la banda lanzó más sencillos, algunos con videos musicales,  y el 16 de febrero de 2023, el cuarto álbum. El 7 de febrero de 2024, tocaron una versión tributo de la canción Kalaniyot ( en hebreo) de T-Slam. כלניות, en alemán: Anémonas), que dedicaron al iniciador del festival, Ofir Libstein, asesinado en el ataque terrorista de Hamás el 7 de octubre de 2023.

## Miembros de la banda
- Liron Atia – armónica, voz, producción musical
- Gilad Levy – voz, bajo (hasta 2010), guitarra acústica
- Itay Sahar – guitarras, producción musical
- Moran Atia – guitarras, voz
- Nir Maayan (desde 2010)
- Raz Toubol – batería
- Erez Baram – Guitarras

Antiguos miembros
- Daniel Barkat (2005-2010) - voz